# (9249) Yen
(9249) Yen (4606 P-L) – planetoida z grupy pasa głównego asteroid okrążająca Słońce w ciągu 3,48 lat w średniej odległości 2,29 j.a. Odkryta 24 września 1960 roku.